# Titularbistum Lamphua
Lamphua (ital.: Lamfua) ist ein Titularbistum der römisch-katholischen Kirche.
Die in Nordafrika gelegene Stadt war ein alter römischer Bischofssitz, der im 7. Jahrhundert mit der islamischen Expansion unterging. Er lag in der römischen Provinz Numidien.
| Titularbischöfe von Lamphua |                                 |                                                               |                   |                   |
| Nr.                         | Name                            | Amt                                                           | von               | bis               |
| 1                           | Luigi Cicuttini                 | emeritierter Bischof von Città di Castello (Italien)          | 7. September 1966 | 5. Januar 1971    |
| 2                           | Philip Francis Smith OMI        | Apostolischer Vikar von Jolo (Philippinen)                    | 26. Juni 1972     | 11. April 1979    |
| 3                           | Sofio Guinto Balce              | Weihbischof in Caceres (Philippinen)                          | 9. Mai 1980       | 21. Mai 1988      |
| 4                           | Georgi Jowtschew                | Apostolischer Administrator von Sofia und Plowdiw (Bulgarien) | 6. Juli 1988      | 13. November 1995 |
| 5                           | Jacson Damasceno Rodrigues CSsR | Weihbischof in Manaus (Brasilien)                             | 18. Dezember 1996 | 16. März 1998     |
| 6                           | Philip Huang Chao-ming          | Weihbischof in Kaohsiung (Republik China)                     | 27. Juni 1998     | 19. November 2001 |
| 7                           | Francisco González Valer SF     | Weihbischof in Washington (USA)                               | 28. Dezember 2001 | 4. März 2024      |
| 8                           | Lawrence Sullivan               | Weihbischof in Chicago (USA)                                  | 20. Dezember 2024 |                   |